# Sam Boghosian
Sam Boghosian (Fresno, Kalifornia, 1931. december 22. – Indian Wells, Kalifornia, 2020. február 26.) örmény-amerikai amerikaifutball-játékos és -edző, 1979 és 1987 között a Las Vegas Raiders támadófaledzője.

## Játékosként
A fresnói középiskolában érettségizett, majd 1952 és 1954 között a UCLA Bruins játékosa volt; a csapat megnyerte a Pacific Coast Conference 1953-as bajnokságát és kijutott a Rose Bowlra.

## Edzőként
1957 és 1964 között a Bruins edzőhelyettese volt, majd 1965-ben az Oregon State Beaversnél Dee Andros munkatársa lett. 1965 végén az Oklahoma Sooners vezetőedzői pozíciójának várományosa volt, de nem kapta meg, és 1974-ig a Beaversnél maradt. 1975-ben a Houston Oilers, 1976–1977-ben pedig a Seattle Seahawks alkalmazta. Rövid ideig az üzleti szférában dolgozott.
1979-től 1987-ig az Oakland Raiders (később Las Vegas Raiders) támadófaledzője volt; két Super Bowlt (XV, XVIII) nyertek. 1984 végén felajánlották neki az Oregon State Beavers vezetőedzői posztját, de visszautasította. A Raiders 1987-es 5–10-es eredményét követően négy munkatársával együtt elbocsátották.

## Emlékezete
1978-ban Fresno megye, 1999-ben pedig a UCLA dicsőségcsarnokának tagja lett.

## Fordítás
- Ez a szócikk részben vagy egészben  a   Sam Boghosian című angol Wikipédia-szócikk ezen változatának fordításán alapul.  Az eredeti cikk szerkesztőit annak laptörténete sorolja fel. Ez a jelzés csupán a megfogalmazás eredetét és a szerzői jogokat jelzi, nem szolgál a cikkben szereplő információk forrásmegjelöléseként.